# スコット・ヘアストン
スコット・アレクサンダー・ヘアストン（Scott Alexander Hairston, 1980年5月25日 - ）は、アメリカ合衆国・テキサス州フォートワース出身の元プロ野球選手（外野手、二塁手）。右投右打。

## 経歴

### プロ入り前
1999年6月2日にドラフト18巡目（全体549位）でシカゴ・ホワイトソックスから指名を受けたが、選手契約は結ばなかった。

### ダイヤモンドバックス時代
2001年6月5日にドラフト3巡目（全体98位）でアリゾナ・ダイヤモンドバックスから指名を受け、6月15日に二塁手として選手契約を結んだ。ルーキー級ミズーラ・オスプレイで74試合に出場し、打率.347、14本塁打、65打点、OPS1.010を記録。ドラフト3巡目入団選手の実力を存分に見せ付けた。
2002年はA級サウスベンド・シルバーホークスとA+級ランカスター・ジェットホークスで計127試合に出場し、打率.345・22本塁打・98打点という成績を記録。相変わらず、他の追随を許さない打力を見せ付けた。
2003年はAA級エル・パソ・ディアブロスに昇格し、88試合に出場。2002年までと比べると、多少成績は落ちたものの、打率.276・10本塁打・47打点を記録。シーズン終盤にはAAA級ツーソン・サイドワインダーズでも1試合に出場し、打点1を記録した。
2004年5月4日にメジャー初昇格を果たし、5月7日のフィラデルフィア・フィリーズ戦でメジャーデビュー。この年は101試合に出場。打率こそ.248と低かったものの、13本塁打・29打点という成績を記録し、持ち前のパワーを存分に見せつけた。
2005年と2006年はメジャーでの出場機会に恵まれず、2年間での出場試合数はわずか24試合に留まった。それに伴い、打撃成績も2年間で打率.229・0本塁打・2打点という寂しいものだった。しかし、マイナーリーグでは相変わらずのパワーを発揮。2005年と2006年のいずれもAAA級ツーソンに所属し、2年間で計156試合に出場。打率.318・42本塁打・121打点という素晴らしい成績を残していた。
2007年3月7日にダイヤモンドバックスと1年契約に合意。この年は76試合に出場し、打率.222・3本塁打・16打点・2盗塁だった。

### パドレス時代
2007年7月27日に、マイナーリーガーのレオ・ロサレスとのトレードでサンディエゴ・パドレスに移籍した。すると、そのトレードが起爆剤となったかのように、ヘアストンの打棒が爆発。移籍後は31試合の出場で、打率こそ.287と平凡だったものの、8本塁打・20打点・長打率.644という数字を記録した。
2008年3月3日にパドレスと1年契約に合意した。8月29日に親指を負傷し、残りの試合を欠場した。この年は112試合に出場し、打率.248・17本塁打・31打点・3盗塁だった。オフには、第2回WBCのメキシコ代表に選ばれた。
2009年は56試合に出場し、打率.299・10本塁打・29打点・8盗塁だった。

### アスレチックス時代
2009年7月5日にクレイグ・イタリアーノ、ライアン・ウェブとのトレードでオークランド・アスレチックスへ移籍。アスレチックスでは60試合に出場し、打率.236・7本塁打・35打点・3盗塁だった。

### パドレス復帰
2010年1月16日にケビン・クーズマノフ、エリック・ソガードとのトレードでアーロン・カニンガムと共に古巣・パドレスへ移籍。2月2日にパドレスと1年契約に合意した。この年は104試合に出場し、打率.210・10本塁打・36打点・6盗塁だった。12月2日にFAとなった。

### メッツ時代
2011年1月20日にニューヨーク・メッツと1年契約で合意した。8月26日に左斜筋を痛め、15日間の故障者リスト入りした。9月29日にリストから外れた。この年は79試合に出場し、打率.235・7本塁打・24打点・1盗塁だった。10月30日にFAとなったが、2012年1月11日にメッツと1年110万ドルで再契約した。この年は自己最多の134試合に出場し、打率.263・20本塁打・57打点・8盗塁だった。10月29日にFAとなった。

### カブス時代
2013年2月10日にシカゴ・カブスと2年総額500万ドルで契約。52試合に出場し、打率.172・8本塁打・19打点・2盗塁だった。

### ナショナルズ時代
2013年7月8日にトレードでワシントン・ナショナルズへ移籍した。ナショナルズでは33試合に出場し、打率.224・2本塁打・7打点だった。
2014年は61試合に出場したが、打率.208・1本塁打・8打点という成績に終わり、過去にシーズン15本塁打以上を3度記録した長打力は発揮されなかった。また、犠飛を4本記録し、実にシーズン全打点の半分を犠飛で稼いだ。守備面では、左翼の守りに就いた試合（15試合）が最多だった。10月31日にFAとなった。

### ホワイトソックス傘下時代
2015年11月18日にシカゴ・ホワイトソックスとマイナー契約を結んだ。
2016年3月31日に解雇された。

## 選手としての特徴
打撃面での特徴はパワーであり、4年連続2ケタ本塁打を放ったり、シーズン20本塁打を記録した事がある。特にマイナーリーグ時代は、19.42打数に1本という割合でホームランを放っていた。また、マイナー時代は打率も高かったが、メジャーではそれほどの高打率を残していない。元々は二塁手でロベルト・アロマーの後釜として2004年途中からレギュラーとなったが85試合で11失策を犯すなど守備レベルは高くは無かった。2005年にクレイグ・カウンセルが加入したため、外野にコンバートされた。

## 親子孫三代メジャーリーガー
ヘアストン一家は、メジャー史上でも屈指の野球一家。父のジェリー・ヘアストン・シニアは、ホワイトソックスなどで14年間プレー。兄のジェリー・ヘアストン・ジュニアは、ユーティリティプレーヤーとして16年間プレーし、ボルチモア・オリオールズで二塁のレギュラーを務めた事もある元選手。祖父のサミー・ヘアストンも、1951年だけだがホワイトソックスでプレーし、叔父のジョニー・ヘアストンも、1969年にシカゴ・カブスでプレーしている。

## 詳細情報

### 年度別打撃成績
| 年 度      | 球 団      | 試 合 | 打 席 | 打 数 | 得 点 | 安 打 | 二 塁 打 | 三 塁 打 | 本 塁 打 | 塁 打 | 打 点 | 盗 塁 | 盗 塁 死 | 犠 打 | 犠 飛 | 四 球 | 敬 遠 | 死 球 | 三 振 | 併 殺 打 | 打 率 | 出 塁 率 | 長 打 率 | O P S |
| ---------- | ---------- | ----- | ----- | ----- | ----- | ----- | -------- | -------- | -------- | ----- | ----- | ----- | -------- | ----- | ----- | ----- | ----- | ----- | ----- | -------- | ----- | -------- | -------- | ----- |
| 2004       | ARI        | 101   | 364   | 339   | 39    | 84    | 15       | 6        | 13       | 150   | 29    | 3     | 3        | 2     | 1     | 21    | 0     | 1     | 88    | 4        | .248  | .293     | .442     | .735  |
| 2005       | ARI        | 15    | 20    | 20    | 0     | 2     | 1        | 0        | 0        | 3     | 0     | 0     | 0        | 0     | 0     | 0     | 0     | 0     | 6     | 1        | .100  | .100     | .150     | .250  |
| 2006       | ARI        | 9     | 16    | 15    | 2     | 6     | 2        | 0        | 0        | 8     | 2     | 0     | 0        | 0     | 0     | 1     | 0     | 0     | 5     | 1        | .400  | .438     | .533     | .971  |
| 2007       | ARI        | 76    | 199   | 176   | 21    | 39    | 13       | 1        | 3        | 63    | 16    | 2     | 0        | 3     | 0     | 19    | 0     | 1     | 37    | 4        | .222  | .301     | .358     | .659  |
| 2007       | SD         | 31    | 95    | 87    | 16    | 25    | 5        | 1        | 8        | 56    | 20    | 0     | 0        | 0     | 1     | 7     | 0     | 0     | 18    | 0        | .287  | .337     | .644     | .981  |
| '07計      | SD         | 107   | 294   | 263   | 37    | 64    | 18       | 2        | 11       | 119   | 36    | 2     | 0        | 3     | 1     | 26    | 0     | 1     | 55    | 4        | .243  | .313     | .452     | .765  |
| 2008       | SD         | 112   | 362   | 326   | 42    | 81    | 18       | 3        | 17       | 156   | 31    | 3     | 1        | 3     | 2     | 28    | 2     | 3     | 84    | 2        | .248  | .312     | .479     | .791  |
| 2009       | SD         | 56    | 216   | 197   | 26    | 59    | 14       | 1        | 10       | 105   | 29    | 8     | 1        | 1     | 0     | 17    | 0     | 1     | 45    | 4        | .299  | .358     | .533     | .891  |
| 2009       | OAK        | 60    | 248   | 233   | 24    | 55    | 13       | 1        | 7        | 91    | 35    | 3     | 2        | 0     | 5     | 8     | 0     | 2     | 38    | 5        | .236  | .262     | .391     | .653  |
| '09計      | OAK        | 116   | 464   | 430   | 50    | 114   | 27       | 2        | 17       | 196   | 64    | 11    | 3        | 1     | 5     | 25    | 0     | 3     | 83    | 9        | .265  | .307     | .456     | .763  |
| 2010       | SD         | 104   | 336   | 295   | 34    | 62    | 10       | 0        | 10       | 102   | 36    | 6     | 1        | 0     | 4     | 31    | 1     | 6     | 69    | 3        | .210  | .295     | .346     | .640  |
| 2011       | NYM        | 79    | 145   | 132   | 20    | 31    | 8        | 1        | 7        | 62    | 24    | 1     | 1        | 0     | 0     | 11    | 2     | 2     | 34    | 2        | .235  | .303     | .470     | .773  |
| 2012       | NYM        | 134   | 398   | 377   | 52    | 99    | 25       | 3        | 20       | 190   | 57    | 8     | 2        | 0     | 1     | 19    | 0     | 1     | 83    | 10       | .263  | .299     | .504     | .803  |
| 2013       | CHC        | 52    | 112   | 99    | 13    | 17    | 2        | 0        | 8        | 43    | 19    | 2     | 0        | 0     | 4     | 7     | 0     | 2     | 25    | 3        | .172  | .232     | .434     | .666  |
| 2013       | WSH        | 33    | 62    | 58    | 5     | 13    | 3        | 0        | 2        | 22    | 7     | 0     | 0        | 1     | 1     | 2     | 0     | 0     | 19    | 0        | .224  | .246     | .379     | .625  |
| '13計      | WSH        | 85    | 174   | 157   | 18    | 30    | 5        | 0        | 10       | 65    | 26    | 2     | 0        | 1     | 5     | 9     | 0     | 2     | 44    | 3        | .191  | .237     | .414     | .651  |
| 2014       | WSH        | 61    | 87    | 77    | 6     | 16    | 4        | 0        | 1        | 23    | 8     | 0     | 0        | 0     | 4     | 4     | 0     | 2     | 26    | 2        | .208  | .253     | .299     | .552  |
| 通算：11年 | 通算：11年 | 923   | 2660  | 2431  | 300   | 589   | 133      | 17       | 106      | 1074  | 313   | 36    | 11       | 10    | 23    | 175   | 5     | 21    | 577   | 41       | .242  | .296     | .442     | .738  |

- 2014年度シーズン終了時。

### 背番号
- 5 (2004年)
- 9 (2005年 - 2007年途中)
- 14 (2007年途中 - 同年終了)
- 12 (2008年 - 2012年)
- 21 (2013年 - 同年途中)
- 7 (2013年途中 - 2014年)